# Яковенко, Наталья Николаевна
Ната́лья Никола́евна Якове́нко (род. 16 октября 1942, Апрелевка, Кировоградская область) — советский и украинский историк. Доктор исторических наук. Профессор и заведующий кафедры истории Национального университета «Киево-Могилянская академия». Заслуженный деятель науки и техники Украины (2015).

## Биография
В 1967 году окончила классическое отделение факультета иностранных языков Львовского университета. В 1970—1981 годах — старший научный сотрудник Центрального государственного исторического архива Украины, в 1981—1987 годах — преподаватель Киевского университета, в 1987—1991 годах — старший научный сотрудник Института истории АН УССР, в 1991—1995 годах — заведующая отделом Института украинской археографии и источниковедения НАН Украины, с 1994 года — доктор исторических наук, с 1995 года — ведущий научный работник НАН Украины, одновременно с 1992 года — профессор Киево-Могилянской академии.
В Институте истории Национальной академии наук Украины защитила диссертацию по латиноязычным документам, происходящим с Украины. Позже начала работать как профессиональный историк, начиная с вопросов истории шляхты Речи Посполитой.
Автор свыше 160 трудов, из которых основные:
- «Українська шляхта з кінця XIV до середини XVII століття. Волинь і Центральна Україна». — Київ: Наукова думка, 1993. 416 с. (вид. 2-ге, переглянуте і виправлене: Київ: Критика, 2008. 472 с. ISBN 966-8978-14-5)
- «Нарис історії України з найдавніших часів до кінця XVIII століття». — Київ: Генеза, 1997. — 312 с. ISBN 966-504-021-9 (вид. 2-ге, перероблене та розширене: Київ: Критика, 2005. 584 с. ISBN 966-7679-73-X; вид. 3-тє, перероблене та розширене: Київ: Критика, 2006. 584 с. ISBN 966-7679-82-9)
- «Паралельний світ : Дослідження з історії уявлень та ідей в Україні XVI—XVII ст.» — Київ: Критика, 2002. — 416 с. — (Критичні студії ; Вип.1). ISBN 966-7679-23-3
- «Вступ до історії = An Introduction to History» — Київ : Критика, 2007. — 376 с. ISBN 966-8978-17-X.

Её учениками являются Сергей Горин, Игорь Тесленко, Татьяна Григорьева и другие.

## Исторические взгляды
В своём интервью в конце 2009 года Наталья Яковенко выступала за дополнение учебных текстов информацией об остальных народах и этносах, которые издавна проживают на территории Украины, чтобы преодолеть чрезмерную нациоцентричность украинских учебников.
По её мнению, государственный подход превратился в анахронизм, поскольку главным героем истории она считает общество, а не государство. Поэтому особое внимание должно уделяться изменениям в жизни человека — его быта, семьи, питания, досуга, цивилизационным улучшениям (транспортные изобретения, санитарно-лечебные новации, появление бытовых удобств и т.д).
Восстание Богдана Хмельницкого и последовавшую за ним войну она трактует как «всенародную войну — казацкую революцию», смыслом которых были социальные притязания казачества, стремившегося стать легитимным социальным сословием в Речи Посполитой; Переяславскую раду — как вассалитет, принятие протектората русского царя, то есть властителя великой державы над маленькой; «украинскую революцию» 1917—1918 годов как прямое следствие российской Февральской революции; украинофильское движение — как ответ на официальную идеологию «Православие, самодержавие, народность»; Великую Отечественную войну — как советско-немецкую войну.
Выступает против употребления в учебниках истории Украины утверждений про её колониальный и угнетённый статус в составе России и СССР, поскольку украинцы в их составе были этносом с привилегированным статусом и привносили большой вклад в их развитие.

## Награды
- Крест Ивана Мазепы (2010)[2]
- Кавалер ордена «За заслуги перед Литвой» (2006, Литва)[3].
- Заслуженный деятель науки и техники Украины (2015)[4]
- Орден «За интеллектуальную отвагу» (2001)